# Molossops
Molossops (Peters, 1865) è un genere di pipistrelli della famiglia dei Molossidi.

## Descrizione

### Dimensioni
Al genere Molossops appartengono pipistrelli di piccole dimensioni, con la lunghezza della testa e del corpo tra 48 e 52 mm, la lunghezza dell'avambraccio tra 27 e 40 mm, la lunghezza della coda tra 19 e 31 mm e un peso fino a 9 g.

### Caratteristiche craniche e dentarie
Il cranio è robusto, il rostro è corto ed allo stesso livello della scatola cranica. È privo dell'apertura palatale tra gli incisivi superiori. Talvolta il premolare superiore è assente mentre in una specie sono presenti quattro incisivi inferiori.
Sono caratterizzati dalla seguente formula dentaria:

### Aspetto
Le parti dorsali variano dal bruno-giallastro al marrone scuro, mentre le parti ventrali sono grigiastre. Le orecchie sono separate, il trago è piccolo e nascosto dietro un antitrago grande e semi-circolare. Il muso è corto e largo, il labbro superiore è privo di setole e talvolta è ricoperto da alcune pieghe cutanee. Le ali sono lunghe, strette e con la punta larga. In una specie sono presenti delle verruche sulla superficie dorsale dell'avambraccio. La coda è lunga, tozza e si estende oltre l'uropatagio.

## Distribuzione
Il genere è diffuso nell'America meridionale.

## Tassonomia
Il genere comprende 4 specie.
- Il labbro superiore è privo di pieghe cutanee.
  - Sottogenere Molossops
    - Molossops neglectus
    - Molossops temminckii
- Il labbro superiore è ricoperto da alcune pieghe cutanee.
  - Sono presenti due incisivi inferiori.
    - Sottogenere Cabreramops
      - Molossops aequatorianus

  - Sono presenti quattro incisivi inferiori.
    - Sottogenere Neoplatymops
      - Molossops mattogrossensis